# Roquemaure (Gard)
Pour les articles homonymes, voir Roquemaure.
Roquemaure est une commune française située dans l'est du département du Gard, sur la rive droite du Rhône en région Occitanie. Elle fait partie du Grand Avignon.
Exposée à un climat méditerranéen, elle est drainée par le Rhône et par un autre cours d'eau. La commune possède un patrimoine naturel remarquable : un site Natura 2000 (« le Rhône aval ») et deux zones naturelles d'intérêt écologique, faunistique et floristique.
Roquemaure est une commune urbaine qui compte 5 528 habitants en 2022, après avoir connu une forte hausse de la population depuis 1962. Elle est dans l'unité urbaine de Roquemaure et fait partie de l'aire d'attraction d'Avignon. Ses habitants sont appelés les Roquemorois ou  Roquemoroises.
Le patrimoine architectural de la commune comprend cinq immeubles protégés au titre des monuments historiques : l'hôtel de ville, inscrit  en 1949, la Maison du Cardinal, inscrite en 1949, le château, inscrit en 1949, la tour carrée, inscrite en 1957, et la collégiale Saint-Jean-Baptiste, inscrite en 1957.

## Géographie

### Localisation
Roquemaure est une ville située dans le département du Gard, à 19 km d'Avignon, 10 km d'Orange, et 42 km de Nîmes.

### Communes limitrophes
Roquemaure est limitrophe de 10 autres communes.
| Montfaucon                                        | Orange (Vaucluse) |                                                    |
| Saint-Geniès-de-Comolas, Saint-Laurent-des-Arbres | Roquemaure        | Châteauneuf-du-Pape (Vaucluse), Sorgues (Vaucluse) |
| Lirac,Tavel                                       | Pujaut            | Sauveterre                                         |

### Géologie et relief
Il y a 3 millions d’années, le Rhône coulait en direction de la Méditerranée en passant par la trouée de Saint-Laurent-des-Arbres et le bassin de Pujaut.
Il y a 400 000 ans, le Rhône démantela la montagne de Saint-Génies, qui opposait ses falaises abruptes à sa progression. Une partie de cette barre rocheuse située entre la colline Saint-Jean à l’ouest et le rocher du château de Roquemaure disparut, ne laissant subsister qu’un éperon rocheux submergé en période de hautes eaux. Un autre bloc rocheux entre le château de Roquemaure et celui de l’Hers subit le même sort sans laisser la moindre trace.
Ces formations de calcaire barrémiens vieux de quelque 130 millions d’années, avaient subi, dès le début de l’ère tertiaire, une érosion assez intense créant en leur sein un important réseau souterrain. La présence de nombreuses grottes dans cette barre rocheuse en témoigne. Ce réseau a facilité la dislocation de la montagne de Saint-Génies par les eaux du Rhône. C’est ainsi que né avec la Provence, le territoire de Roquemaure est devenu Languedocien.
Cette topographie particulière du site de Roquemaure se révéla particulièrement favorable à l’implantation d’un port, dont le bassin s’appuie contre l’extrémité de cette formation barrémienne que l’on nomme la colline Saint-Jean.

### Climat
Pour des articles plus généraux, voir Climat de l'Occitanie et Climat du Gard.
En 2010, le climat de la commune est de type climat méditerranéen franc, selon une étude s'appuyant sur une série de données couvrant la période 1971-2000. En 2020, Météo-France publie une typologie des climats de la France métropolitaine dans laquelle la commune est exposée à un climat méditerranéen et est dans la région climatique Provence, Languedoc-Roussillon, caractérisée par une pluviométrie faible en été, un très bon ensoleillement (2 600 h/an), un été chaud (21,5 °C), un air très sec en été, sec en toutes saisons, des vents forts (fréquence de 40 à 50 % de vents > 5 m/s) et peu de brouillards.
Pour la période 1971-2000, la température annuelle moyenne est de 13,9 °C, avec une amplitude thermique annuelle de 18,2 °C. Le cumul annuel moyen de précipitations est de 706 mm, avec 5,7 jours de précipitations en janvier et 2,9 jours en juillet. Pour la période 1991-2020, la température moyenne annuelle observée sur la station météorologique la plus proche, située sur la commune de Pujaut à 5 km à vol d'oiseau, est de 14,6 °C et le cumul annuel moyen de précipitations est de 672,8 mm,. Pour l'avenir, les paramètres climatiques de la commune estimés pour 2050 selon différents scénarios d'émission de gaz à effet de serre sont consultables sur un site dédié publié par Météo-France en novembre 2022.

### Milieux naturels et biodiversité

#### Réseau Natura 2000

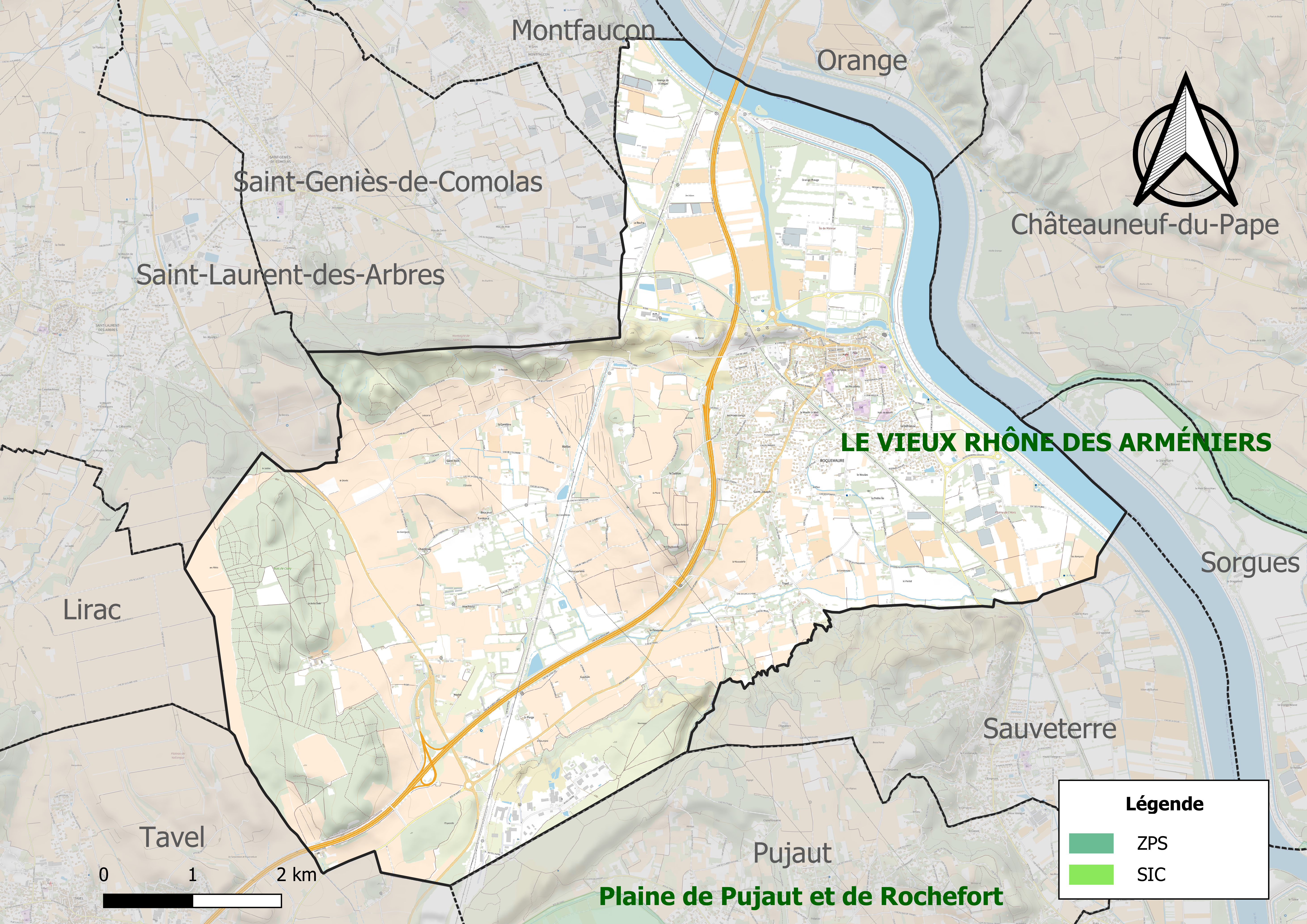
Site Natura 2000 sur le territoire communal.

Le réseau Natura 2000 est un réseau écologique européen de sites naturels d'intérêt écologique élaboré à partir des directives habitats et oiseaux, constitué de zones spéciales de conservation (ZSC) et de zones de protection spéciale (ZPS).
Un site Natura 2000 a été défini sur la commune au titre de la directive habitats : « le Rhône aval », d'une superficie de 12 579 ha0.

#### Zones naturelles d'intérêt écologique, faunistique et floristique

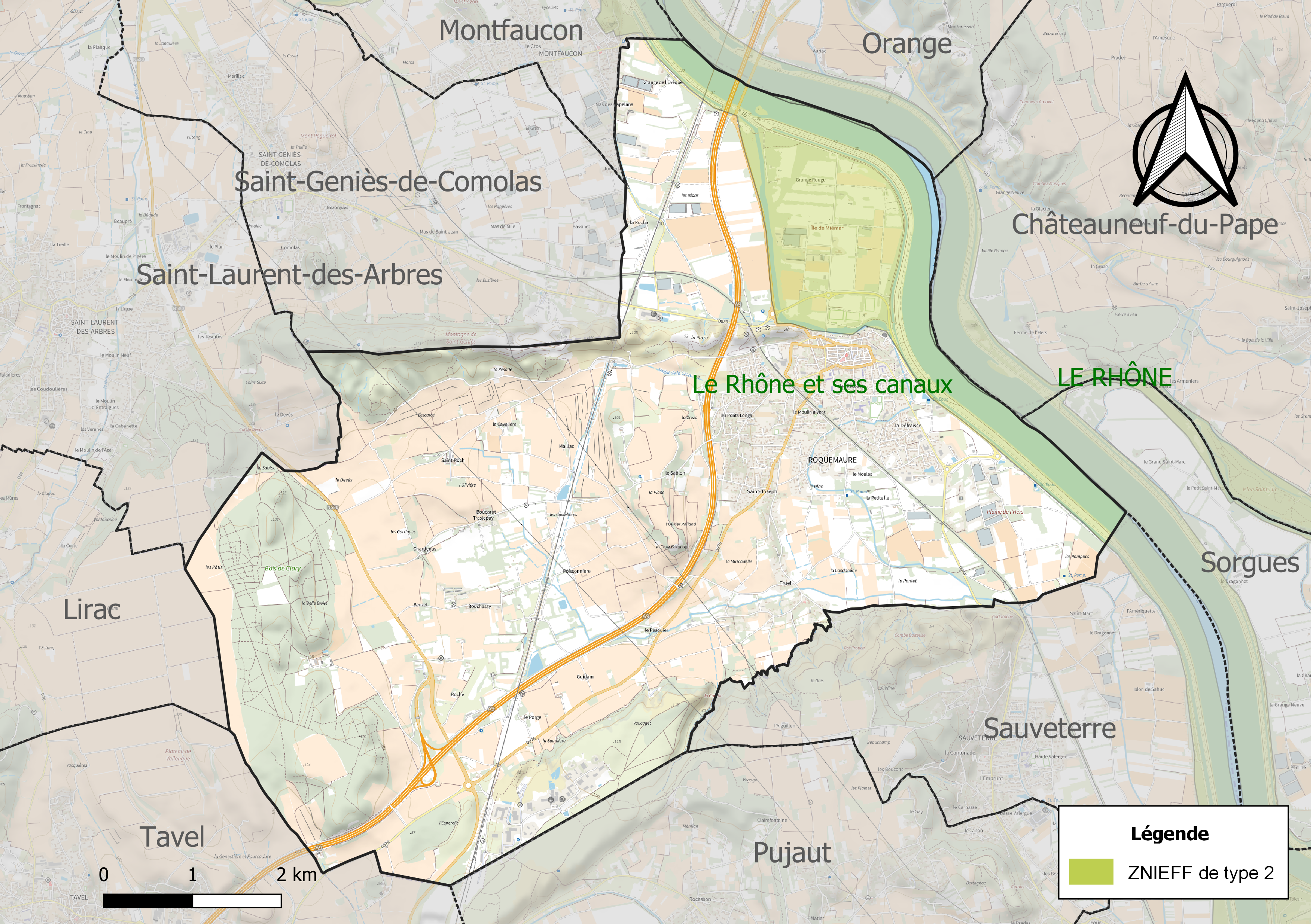
Carte des ZNIEFF de type 2 localisées sur la commune.

L’inventaire des zones naturelles d'intérêt écologique, faunistique et floristique (ZNIEFF) a pour objectif de réaliser une couverture des zones les plus intéressantes sur le plan écologique, essentiellement dans la perspective d’améliorer la connaissance du patrimoine naturel national et de fournir aux différents décideurs un outil d’aide à la prise en compte de l’environnement dans l’aménagement du territoire.
Deux ZNIEFF de type 2 sont recensées sur la commune :
- « le Rhône » (3 202 ha), couvrant 27 communes dont 2 dans l'Ardèche, 1 dans les Bouches-du-Rhône, 12 dans le Gard et 12 dans le Vaucluse[11] ;
- « le Rhône et ses canaux » (3 879 ha), couvrant 15 communes du département[12].

## Urbanisme

### Typologie
Au 1er janvier 2024, Roquemaure est catégorisée petite ville, selon la nouvelle grille communale de densité à sept niveaux définie par l'Insee en 2022.
Elle appartient à l'unité urbaine de Roquemaure, une unité urbaine monocommunale constituant une ville isolée,. Par ailleurs la commune fait partie de l'aire d'attraction d'Avignon, dont elle est une commune de la couronne,. Cette aire, qui regroupe 48 communes, est catégorisée dans les aires de 200 000 à moins de 700 000 habitants,.

### Occupation des sols

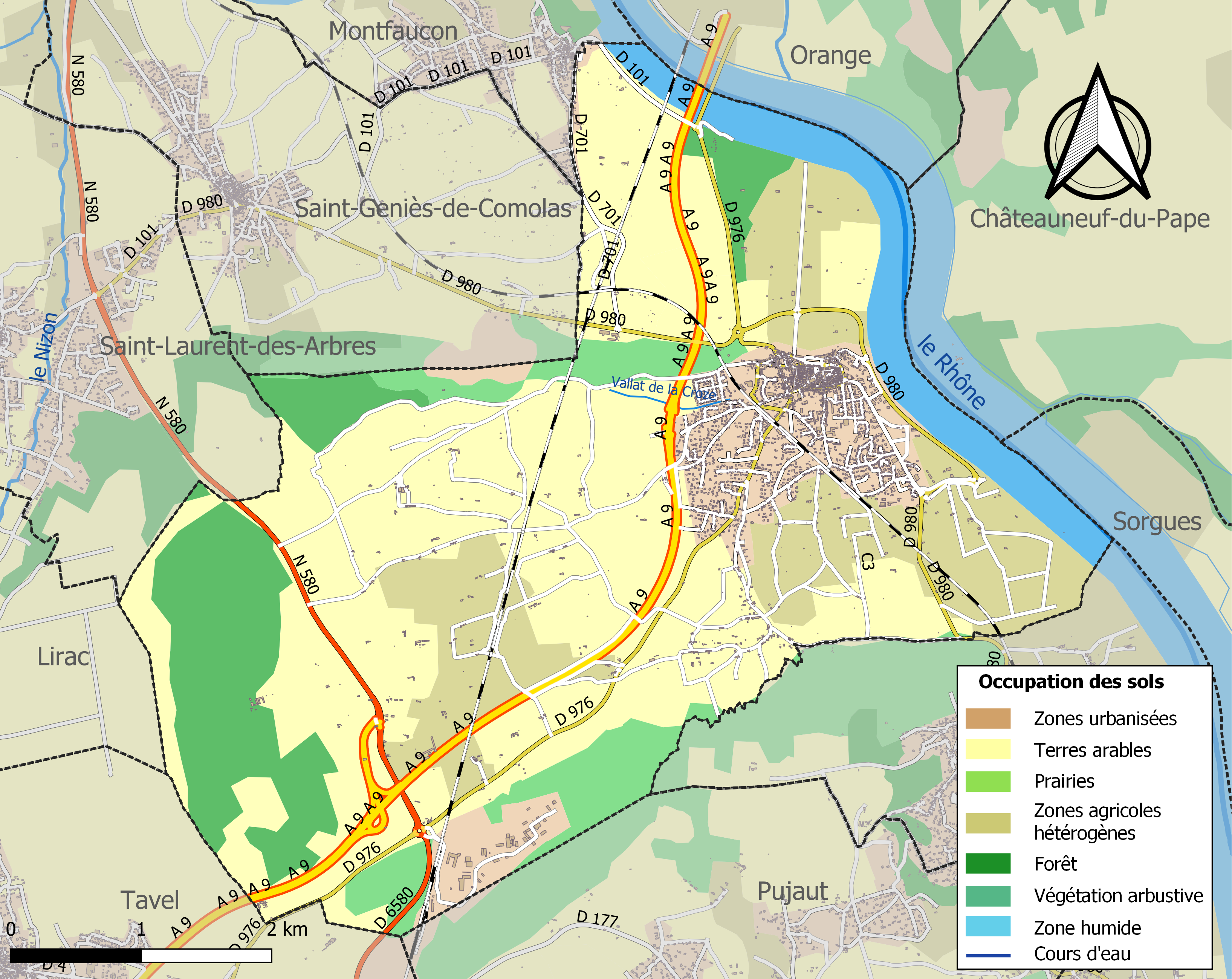
Carte des infrastructures et de l'occupation des sols de la commune en 2018 (CLC).

L'occupation des sols de la commune, telle qu'elle ressort de la base de données européenne d’occupation biophysique des sols Corine Land Cover (CLC), est marquée par l'importance des territoires agricoles (65,4 % en 2018), une proportion identique à celle de 1990 (65,4 %). La répartition détaillée en 2018 est la suivante : 
cultures permanentes (47,8 %), zones agricoles hétérogènes (17,5 %), forêts (11,4 %), zones urbanisées (8,2 %), eaux continentales (6,4 %), milieux à végétation arbustive et/ou herbacée (6,1 %), zones industrielles ou commerciales et réseaux de communication (2 %), mines, décharges et chantiers (0,5 %). L'évolution de l’occupation des sols de la commune et de ses infrastructures peut être observée sur les différentes représentations cartographiques du territoire : la carte de Cassini (XVIIIe siècle), la carte d'état-major (1820-1866) et les cartes ou photos aériennes de l'IGN pour la période actuelle (1950 à aujourd'hui).

### Risques majeurs
Le territoire de la commune de Roquemaure est vulnérable à différents aléas naturels : météorologiques (tempête, orage, neige, grand froid, canicule ou sécheresse), inondations, feux de forêts et séisme (sismicité modérée). Il est également exposé à trois risques technologiques,  le transport de matières dangereuses et la rupture d'un barrage et le risque nucléaire. Un site publié par le BRGM permet d'évaluer simplement et rapidement les risques d'un bien localisé soit par son adresse soit par le numéro de sa parcelle.

#### Risques naturels
La commune fait partie du territoire à risques importants d'inondation (TRI) d'Avignon – plaine du Tricastin – Basse vallée de la Durance, regroupant 90 communes du bassin de vie d'Avignon, Orange et de la basse vallée de la Durance, un des 31 TRI qui ont été arrêtés fin 2012 sur le bassin Rhône-Méditerranée. Il a été retenu au regard des risques de débordements du Rhône, de la Durance, de la Cèze, du Lez (84), de l'Ardèche, de l'Eygues, du Rieu (Foyro), de la Meyne, de l'Ouvèze, des Sorgues, des rivières du Sud-Ouest du mont Ventoux, de la Nesque, du Calavon et de l'Èze. Les crues récentes significatives sont celles d'octobre 1993 (Rhône-Lez), de janvier et novembre 1994 (Rhône, Durance, Calavon, Ouvèze), de décembre 1997, de  novembre 2000, de mai 2008 (Durance), de décembre 2003 (Rhône, Calavon), de septembre 1992 (Ouvèze), de septembre 2002 et de 2003 (Aygue, Rieu Foyro), de septembre 1958, de septembre 1992 (Ardèche), de septembre 1993 (Èze). Des cartes des surfaces inondables ont été établies pour trois scénarios : fréquent (crue de temps de retour de 10 ans à 30 ans), moyen (temps de retour de 100 ans à 300 ans) et extrême (temps de retour de l'ordre de 1 000 ans, qui met en défaut tout système de protection),. La commune a été reconnue en état de catastrophe naturelle au titre des dommages causés par les inondations et coulées de boue survenues en 1982, 1987, 1991, 2002, 2003, 2004 et 2008,.

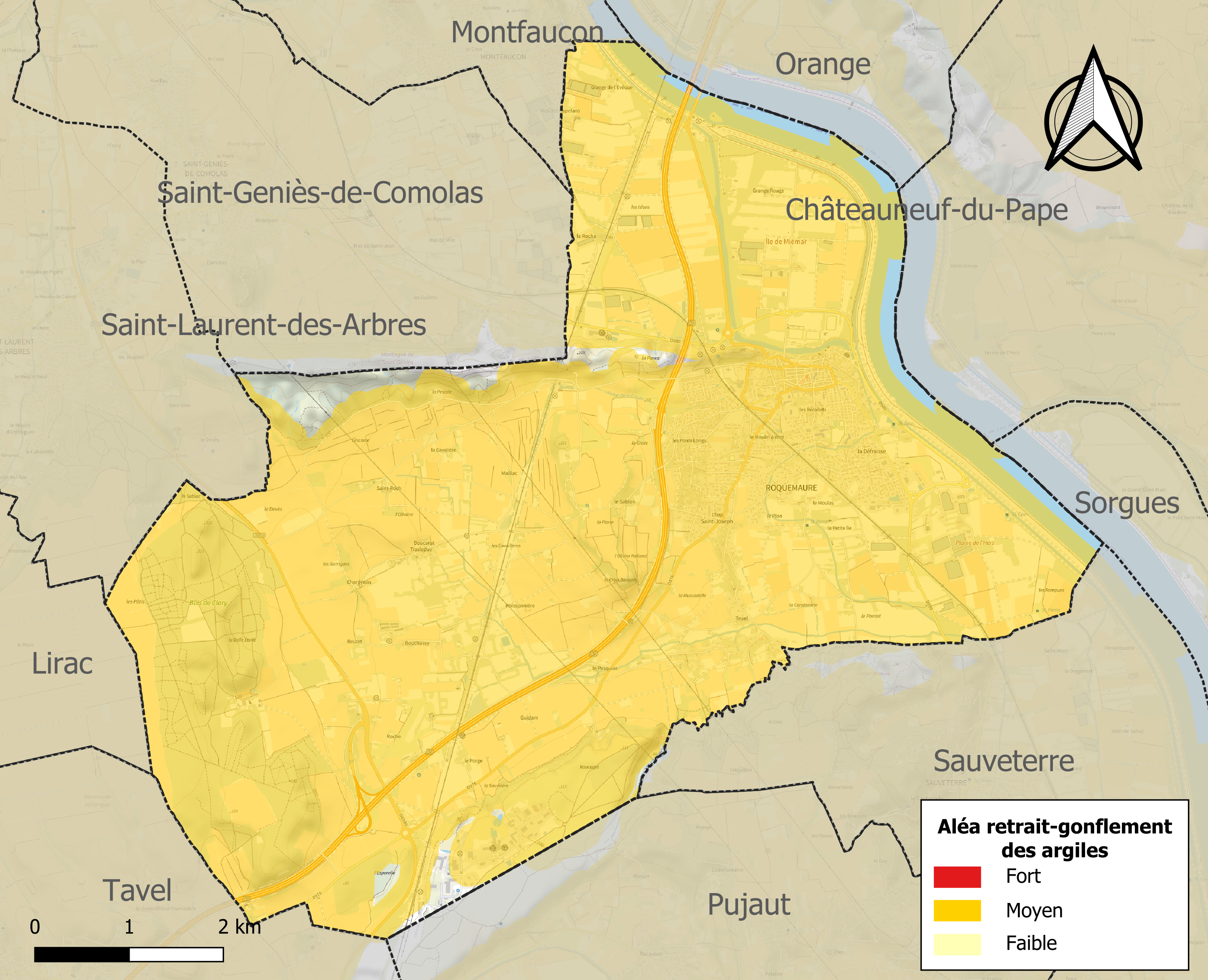
Carte des zones d'aléa retrait-gonflement des sols argileux de Roquemaure.

Le retrait-gonflement des sols argileux est susceptible d'engendrer des dommages importants aux bâtiments en cas d’alternance de périodes de sécheresse et de pluie. 96 % de la superficie communale est en aléa moyen ou fort (67,5 % au niveau départemental et 48,5 % au niveau national). Sur les 1 842 bâtiments dénombrés sur la commune en 2019, 1842 sont en aléa moyen ou fort, soit 100 %, à comparer aux 90 % au niveau départemental et 54 % au niveau national. Une cartographie de l'exposition du territoire national au retrait gonflement des sols argileux est disponible sur le site du BRGM,.
Par ailleurs, afin de mieux appréhender le risque d’affaissement de terrain, l'inventaire national des cavités souterraines permet de localiser celles situées sur la commune.

#### Risques technologiques
Le risque de transport de matières dangereuses sur la commune est lié à sa traversée par des infrastructures routières ou ferroviaires importantes ou la présence d'une canalisation de transport d'hydrocarbures. Un accident se produisant sur de telles infrastructures est en effet susceptible d’avoir des effets graves au bâti ou aux personnes jusqu’à 350 m, selon la nature du matériau transporté. Des dispositions d’urbanisme peuvent être préconisées en conséquence.
La commune est en outre située en aval des barrages de Sainte-Croix et de Serre-Ponçon, deux ouvrages de classe A. À ce titre elle est susceptible d’être touchée par l’onde de submersion consécutive à la rupture d'un de ces ouvrages.
La commune étant située dans le périmètre de sûreté autour du site nucléaire de Marcoule, elle est exposée au risque nucléaire. En cas d'incident ou d'accident nucléaire, des consignes de confinement ou d'évacuation peuvent être données et les habitants peuvent être amenés à ingérer, sur ordre du préfet, les comprimés d'iode.

## Toponymie
Selon le Dictionnaire topographique du département du Gard d'Eugène Germer-Durand, le nom de la ville vient de l'occitan roca maura « roche noire ».

## Histoire

### Préhistoire
Paléolithique supérieur
- Près de l'échangeur Autoroutier de Roquemaure, outillage lithique du Paléolithique supérieur.
- Vers Sauveterre/Roquemaure, industries lithiques.
- Vers Clary, outillage lithique

Néolithique
Sur le versant Est d'une combe de la chaîne de collines Barrémiennes de Saint-Geniès-de-Comolas, plusieurs ossements inhumés, et incinérations, le mobilier d'accompagnement se compose de céramiques non tournées, de perles en verre. Près de l'échangeur autoroutier de Roquemaure, plusieurs fragments de lames néolithiques en silex bédoulien.
Âge du cuivre et âge du bronze
Sur la commune, la grotte du Crâne Noir a livré des tessons de céramique chalcolithique ainsi que des vestiges des âges du bronze et du fer. Un oppidum fut occupé par les Ligures qui commercèrent avec des négociants étrusques.
Au nord de l'autoroute A9, un chemin de l'âge du bronze, avec céramiques, et empierrement.

### Protohistoire et Antiquité
- Fossés et drains de l'âge du fer, périodes romaines, Moyen Âge (quartier Tras le Puy)
- Fossés, fond de fosse, calage de poteau. Liés à un habitat. Fragments d'amphores, panse de dolium, fragments de tegula. (sud de l'autoroute A8).

Âge du fer, Civilisation de Hallstat
L'oppidum de la Barre: daté du second âge du fer (Ve siècle av. J.-C.), aucun vestige architectural n'y a été découvert en place, de plus au sud l'exploitation d'une carrière l'a partiellement endommagé, son emplacement est marqué par une importante concentration de céramiques telles des tessons d'amphores étrusques et massaliètes, céramique subgéométrique, céramique ionienne, grise monochrome.
À cette même époque se développe le premier port de la cité protohistorique, sur le Rhône, qui rayonne jusqu'à l'actuel emplacement d'Avignon, et dessert les itinéraires cévenols. À la fin du Ve siècle av. J.-C. de nouvelles populations celtes empruntèrent du nord au sud les passages des deux versants des Alpes et envahirent progressivement la France par vagues successives. Des traces d’incendie remontant à cette époque ont été relevées sur les deux rives du Rhône : à l'oppidum du Malpas, au Pegue dans la Drôme, à l'oppidum de la Barre de Roquemaure. Toutes témoignent de la violence des combats. Il est aujourd’hui démontré que les marchandises en provenance des pays méditerranéens, de Marseille et de ses succursales rhodaniennes y étaient transportées par le fleuve et les vallées qui y aboutissent. C’est grâce aux recherches archéologiques qui se sont intensifiées ces dernières années, qu'on a pu tracer avec exactitude le chemin suivi par les convois des marchands grecs. Après avoir remonté le Rhône sur des radeaux que soutenaient des outres gonflées, ils débarquaient leur cargaison au port de Roquemaure où des découvertes comparables à celle du parc de l'évêché à Uzès qui ont été faites entre 1960 et 1984.
Pour l'époque romaine
- Le site archéologique diachronique de La Ramière, situé sur le roc de Peillet. Opération sauvetage programmé, 1996. Fouille archéologique, couvrant les périodes suivantes : Néolithique, Chalcolithique, Âge du Bronze final, gallo-romain : la plus importante occupation, puis Antiquité tardive ; Bas-Empire ; Haut-Empire ; Haut Moyen Âge.
- Vers Clary, site d'époque gallo-romaine (riche villa).
- Vers la forêt de Saint-Laurent-des-Arbres, un petit autel dédié à Apollon.
- Vers Tavel, découverte d'une belle tête d'Herakles, en calcaire : (0.18m; larg.0.21m)
- Près de la carrière de Roquemaure, une tombe en pleine terre (2 bols, 1 assiette, sigillée sud gauloise).
- Non loin de la montagne de Saint-Génies, un établissement rural du Haut Empire, tegulas, imbrices, dolias, moellons, sigillée sud gauloise, céramique claire B luisante, amphores gauloises, meules en basalte.

### Moyen Âge
- Non loin de la chapelle Saint-Agricol, des sépultures en Lauzes du 7*s., tombes en bâtières et coffres de dalles. Mobilier en bronze (plaque boucle de ceinture).
- Vers le prieuré de Truel, inhumation en pleine terre féminine, avec un Pégaux wizigothique. Non loin, sarcophages du 7*s. probablement détruit par un maçon local.

Aux XIVe et XVe siècles, un pape, des rois et des ducs de France s’installent plus ou moins longtemps au château. Le pape Clément V, en route vers sa Gascogne natale s’y repose quelques jours et y meurt le 20 avril 1314. Le duc d’Anjou, lieutenant du roi en Languedoc, y fait des séjours répétés de 1367 à 1380 accompagné de son épouse, la duchesse Marie de Blois. Le 4 septembre 1376, il y vient avec Catherine de Sienne.
Le 12 août 1385, le duc de Berry, lieutenant du Languedoc, convie au château une ambassade de Hongrie à laquelle il offre cadeaux et festins. Le roi Charles VI y fait étape le 30 octobre 1389 avec sa suite. Enfin, le dauphin Charles, futur roi Charles VII, s’arrête à Roquemaure au cours de son périple languedocien. Toutes ces visites supposent un château de grandes dimensions avec salles de réceptions et chambres d’accueil. Jusqu’aux guerres de religion, le site est régulièrement entretenu, mais à la fin du XVIe siècle sa détérioration est amorcée et se poursuit en trois étapes échelonnées sur deux siècles. En 1590-1591, un siège détruit sa façade méridionale ; en 1671, sur ordonnance royale, l’île du château est annexée à la ville et la forteresse perd sa signification première ; enfin de 1795 à 1850 le château et son rocher, sont vendus à titre de bien national et utilisés comme carrière de pierre et disparaissent.
Au XIIe siècle, l’abbaye Saint-André de Villeneuve-lès-Avignon y possède trois églises, dont elle perçoit les revenus. La première est Saint-Agricol d’Albaret ; la deuxième, Sancti Martini de Riberiis vel Sancti Genesii de Mimarno, se trouvait sur l’île de Miémar et a été emportée par le Rhône ; la dernière est Saint-Sauveur au hameau du Truel (ces deux dernières appartiennent encore à Saint-André au début du XIIIe siècle).
En 1213, l'Œuvre du Pont Saint-Bénézet achète l'église de Roquemaure et ses bénéfices.

### Période moderne
Vers Maillac, ferme du milieu du XVIIe siècle monnaies du Comtat Venaissin.
La viguerie d'Uzès fut divisée en deux. Il y eut la viguerie haute ou Cévennes, et la viguerie basse qui prit le nom de la Côte du Rhône. Un premier édit royal daté du 27 septembre 1729 tenta de donner une identité vinicole à cette petite région. Il fut insuffisant et modifié en 1731 en ces termes :

« Tous les tonneaux de vin destinés pour la vente et transport du cru tant de Roquemaure que des lieux et paroisses voisines et contiguës : Tavel, Lirac, Saint-Laurent-des-Arbres, Saint-Geniès-de-Comolas, Orsan, Chusclan, Codolet et autres qui sont de qualités supérieures seront marqués sur l'un des fonds, étant pleins et non autrement, d'une marque de feu qui contiendra les trois lettres C D R signifiant Côte du Rhône avec le millésime de l'année. »

### Période contemporaine

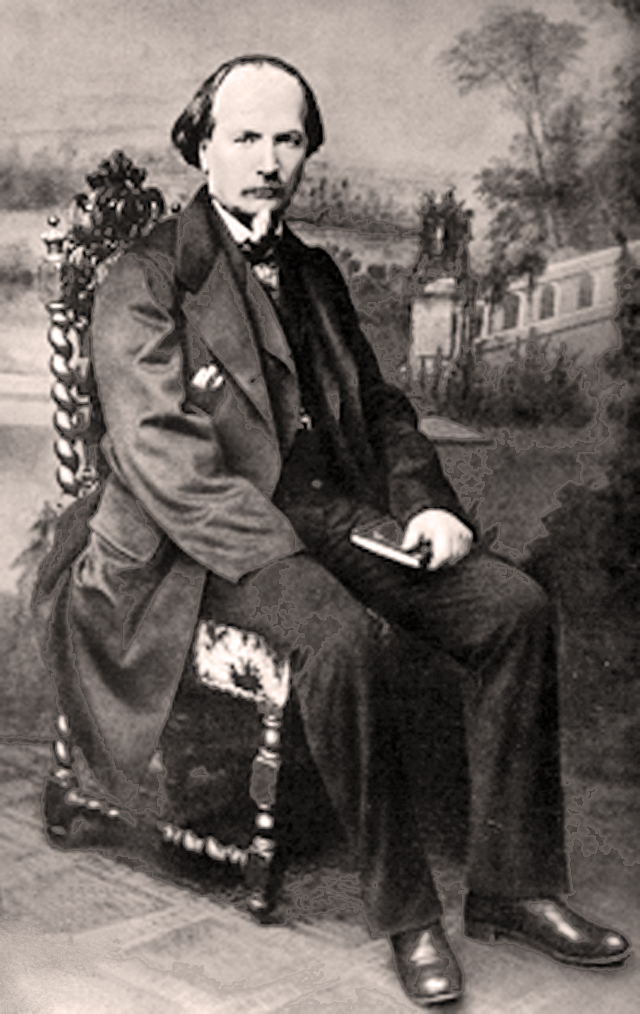
Placide Cappeau

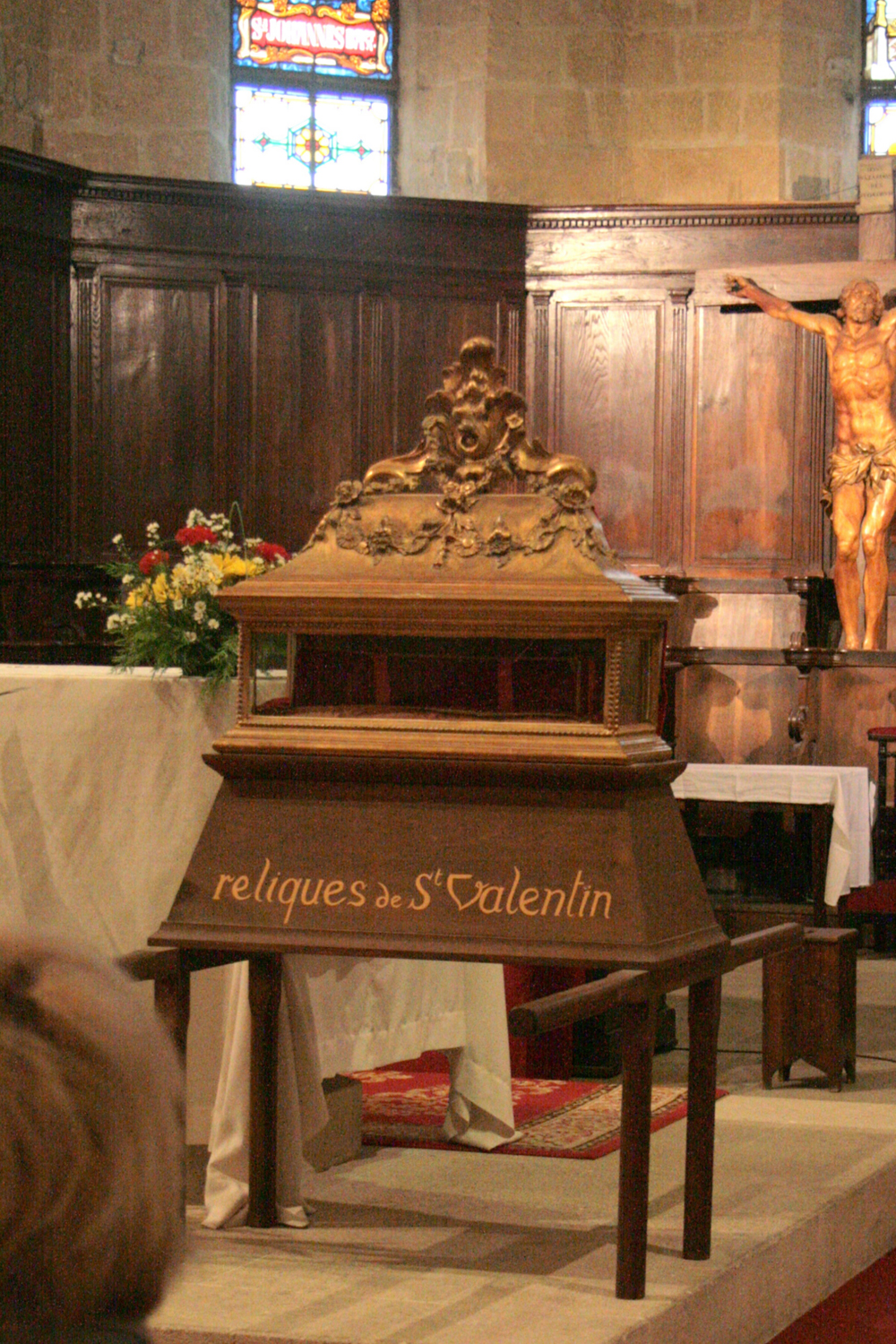
Chasse des reliques de saint Valentin

Un négociant en vins et spiritueux, Placide Cappeau, rédige le texte du célèbre cantique Minuit, chrétiens, qu'il aurait écrit, selon ses dires, le 3 décembre 1847 dans la diligence qui le conduisait à Paris, entre Mâcon et Dijon. L'auteur de ce que le compositeur Adolphe Adam, qui mit ses paroles en musique, appelait la « Marseillaise religieuse », était socialiste, républicain et anticlérical.
En 1866, le phylloxéra anéantit le vignoble. Particulièrement virulent, il est surnommé « les taches de Roquemaure ». C'est la première apparition de cet insecte térébrant en Europe. Comme nul ne sait encore comment sauver ses vignes, Maximilien Richard, riche propriétaire du château de Clary, domaine viticole de Roquemaure, décide de se rendre à Rome. En octobre 1868, il est de retour de Rome avec des reliques d'un Saint, qui se prénommait Valentin. Il est accueilli au château de Clary par une foule en liesse alors que les reliques sont fièrement déposées au château. Devant l’enthousiasme général, le propriétaire de Clary décide d’organiser une procession, et le 25 octobre 1868, l'évêque de Nîmes, Monseigneur Claude-Henri Plantier, préside à la cérémonie du dépôt des reliques dans la collégiale de Roquemaure, où elles sont invoquées pour sauver les vignes.
Sur la place de la Pousterle, le panégyrique de saint Valentin est dit en présence d’une foule immense qui ensuite accompagne les reliques depuis le château vers la collégiale où désormais elles demeurent dans une chasse dorée à droite de l’autel. Elles sont depuis sorties tous les deux ans, lors une grande fête commémorant la procession et le saint patron des amoureux, le dimanche le plus proche du 14 février.
En 1940, après enquête de la préfecture du régime de Vichy, le préfet décide de suspendre le maire de Roquemaure, trop à gauche.

## Politique et administration

### Liste des maires
| Période           | Période         | Identité        | Étiquette | Qualité                    |
| ----------------- | --------------- | --------------- | --------- | -------------------------- |
|                   |                 |                 |           |                            |
| 30 septembre 1944 | 13 mai 1945     |                 |           | Comité local de libération |
| 13 mai 1945       | 25 février 1961 | André Granier   | SFIO      | Conseiller général         |
| 25 février 1961   | mars 1971       | Auguste Vernet  |           |                            |
| 26 mars 1971      | avril 1976      | André Pibarot   | DVD       |                            |
| 9 avril 1976      | mars 1989       | Roger Combes    | DVD       |                            |
| mars 1989         | juin 1995       | André Ferragut  | DVD       |                            |
| 18 juin 1995      | 9 mars 2008     | Guy Vernet      | DVD       |                            |
| 10 mars 2008      | 27 mars 2010    | Guy Pécoul      | SE        | Décédé en cours de mandat  |
| 8 avril 2010      | 4 avril 2014    | Roger Queyranne | DVD       |                            |
| 5 avril 2014      | 28 mai 2020     | André Heughe    | UMP-LR    | Retraité Président CCCRG   |
| 28 mai 2020       | En cours        | Nathalie Nury   | DVG       |                            |

### Jumelages
- Ehringshausen (Allemagne) depuis le 28 avril 1973[34]
- Bussolengo (Italie)

## Population et société

### Démographie
L'évolution du nombre d'habitants est connue à travers les recensements de la population effectués dans la commune depuis 1793. Pour les communes de moins de 10 000 habitants, une enquête de recensement portant sur toute la population est réalisée tous les cinq ans, les populations de référence des années intermédiaires étant quant à elles estimées par interpolation ou extrapolation. Pour la commune, le premier recensement exhaustif entrant dans le cadre du nouveau dispositif a été réalisé en 2007.

En 2022, la commune comptait 5 528 habitants, en évolution de +1,02 % par rapport à 2016 (Gard : +2,97 %, France hors Mayotte : +2,11 %).
| 1793  | 1800  | 1806  | 1821  | 1831  | 1836  | 1841  | 1846  | 1851  |
| ----- | ----- | ----- | ----- | ----- | ----- | ----- | ----- | ----- |
| 3 300 | 3 506 | 3 539 | 3 759 | 4 138 | 4 388 | 4 471 | 4 507 | 3 795 |

| 1856  | 1861  | 1866  | 1872  | 1876  | 1881  | 1886  | 1891  | 1896  |
| ----- | ----- | ----- | ----- | ----- | ----- | ----- | ----- | ----- |
| 3 704 | 3 649 | 3 543 | 3 211 | 3 008 | 2 860 | 2 666 | 2 461 | 2 391 |

| 1901  | 1906  | 1911  | 1921  | 1926  | 1931  | 1936  | 1946  | 1954  |
| ----- | ----- | ----- | ----- | ----- | ----- | ----- | ----- | ----- |
| 2 304 | 2 221 | 2 219 | 1 963 | 1 996 | 2 052 | 2 118 | 2 109 | 2 138 |

| 1962  | 1968  | 1975  | 1982  | 1990  | 1999  | 2006  | 2007  | 2012  |
| ----- | ----- | ----- | ----- | ----- | ----- | ----- | ----- | ----- |
| 2 925 | 3 411 | 3 646 | 4 053 | 4 647 | 4 848 | 5 163 | 5 207 | 5 421 |

| 2017  | 2022  | - | - | - | - | - | - | - |
| ----- | ----- | - | - | - | - | - | - | - |
| 5 481 | 5 528 | - | - | - | - | - | - | - |

## Économie

### Revenus
En 2018  (données Insee publiées en septembre 2021), la commune compte 2 277 ménages fiscaux, regroupant 5 333 personnes. La médiane du revenu disponible par unité de consommation est de 19 850 € (20 020 € dans le département). 42 % des ménages fiscaux sont imposés (43,9 % dans le département).

### Emploi
|                | 2008   | 2013   | 2018   |
| -------------- | ------ | ------ | ------ |
| Commune        | 8,6 %  | 11,5 % | 12,6 % |
| Département    | 10,6 % | 12 %   | 12 %   |
| France entière | 8,3 %  | 10 %   | 10 %   |

En 2018, la population âgée de 15 à 64 ans s'élève à 3 369 personnes, parmi lesquelles on compte 74 % d'actifs (61,4 % ayant un emploi et 12,6 % de chômeurs) et 26 % d'inactifs,. En  2018, le taux de chômage communal (au sens du recensement) des 15-64 ans est supérieur à celui de la France et du département, alors qu'il était inférieur à celui du département en 2008.
La commune fait partie de la couronne de l'aire d'attraction d'Avignon, du fait qu'au moins 15 % des actifs travaillent dans le pôle,. Elle compte 1 580 emplois en 2018, contre 1 520 en 2013 et 1 403 en 2008. Le nombre d'actifs ayant un emploi résidant dans la commune est de 2 100, soit un indicateur de concentration d'emploi de 75,2 % et un taux d'activité parmi les 15 ans ou plus de 57 %.
Sur ces 2 100 actifs de 15 ans ou plus ayant un emploi, 599 travaillent dans la commune, soit 29 % des habitants. Pour se rendre au travail, 85,4 % des habitants utilisent un véhicule personnel ou de fonction à quatre roues, 2,6 % les transports en commun, 8,1 % s'y rendent en deux-roues, à vélo ou à pied et 3,9 % n'ont pas besoin de transport (travail au domicile).

### Activités hors agriculture

#### Secteurs d'activités
429 établissements sont implantés  à Roquemaure au 31 décembre 2019. Le tableau ci-dessous en détaille le nombre par secteur d'activité et compare les ratios avec ceux du département,.
| Secteur d'activité                                                                                        | Commune | Commune | Département |
| Secteur d'activité                                                                                        | Nombre  | %       | %           |
| --- | ------- | ------- | ----------- |
| Ensemble                                                                                                  | 429     | 100 %   | (100 %)     |
| Industrie manufacturière, industries extractives et autres                                                | 35      | 8,2 %   | (7,9 %)     |
| Construction                                                                                              | 80      | 18,6 %  | (15,5 %)    |
| Commerce de gros et de détail, transports, hébergement et restauration                                    | 133     | 31 %    | (30 %)      |
| Information et communication                                                                              | 8       | 1,9 %   | (2,2 %)     |
| Activités financières et d'assurance                                                                      | 17      | 4 %     | (3 %)       |
| Activités immobilières                                                                                    | 16      | 3,7 %   | (4,1 %)     |
| Activités spécialisées, scientifiques et techniques et activités de services administratifs et de soutien | 46      | 10,7 %  | (14,9 %)    |
| Administration publique, enseignement, santé humaine et action sociale                                    | 51      | 11,9 %  | (13,5 %)    |
| Autres activités de services                                                                              | 43      | 10 %    | (8,8 %)     |

Le secteur du commerce de gros et de détail, des transports, de l'hébergement et de la restauration est prépondérant sur la commune puisqu'il représente 31 % du nombre total d'établissements de la commune (133 sur les 429 entreprises implantées  à Roquemaure), contre 30 % au niveau départemental.

#### Entreprises et commerces

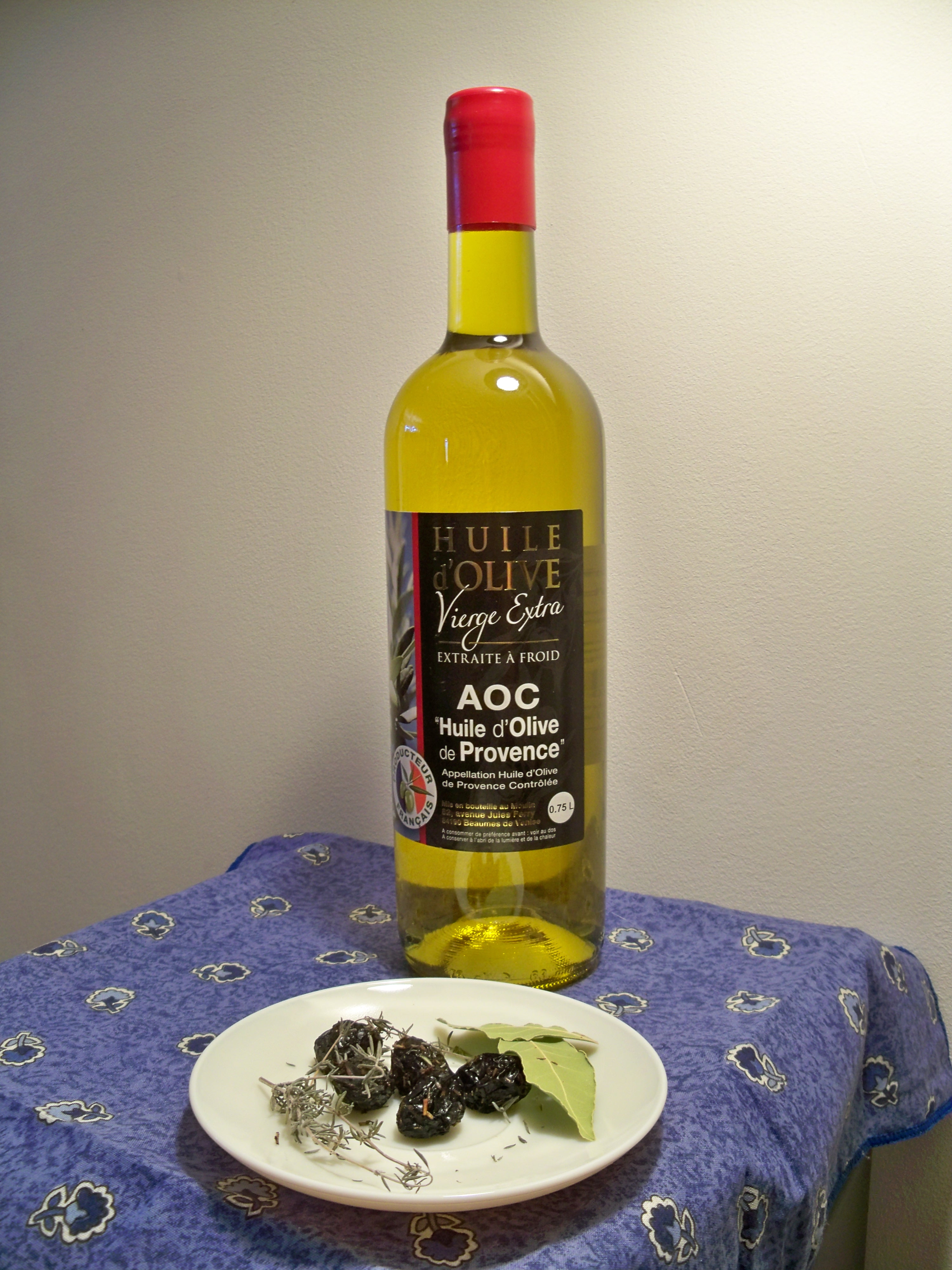
Huile d'olive de Provence AOC

Les cinq entreprises ayant leur siège social sur le territoire communal qui génèrent le plus de chiffre d'affaires en 2020 sont : 
- Sofec, fabrication de peintures, vernis, encres et mastics (9 832 k€)
- H.zobel, fabrication de vis et de boulons (7 484 k€)
- La Carthaginoise, production de boissons alcooliques distillées (6 862 k€)
- Imaur, supermarchés (6 158 k€)
- Objectif - Sante, commerce de détail d'articles médicaux et orthopédiques en magasin spécialisé (3 865 k€)

### Viticulture

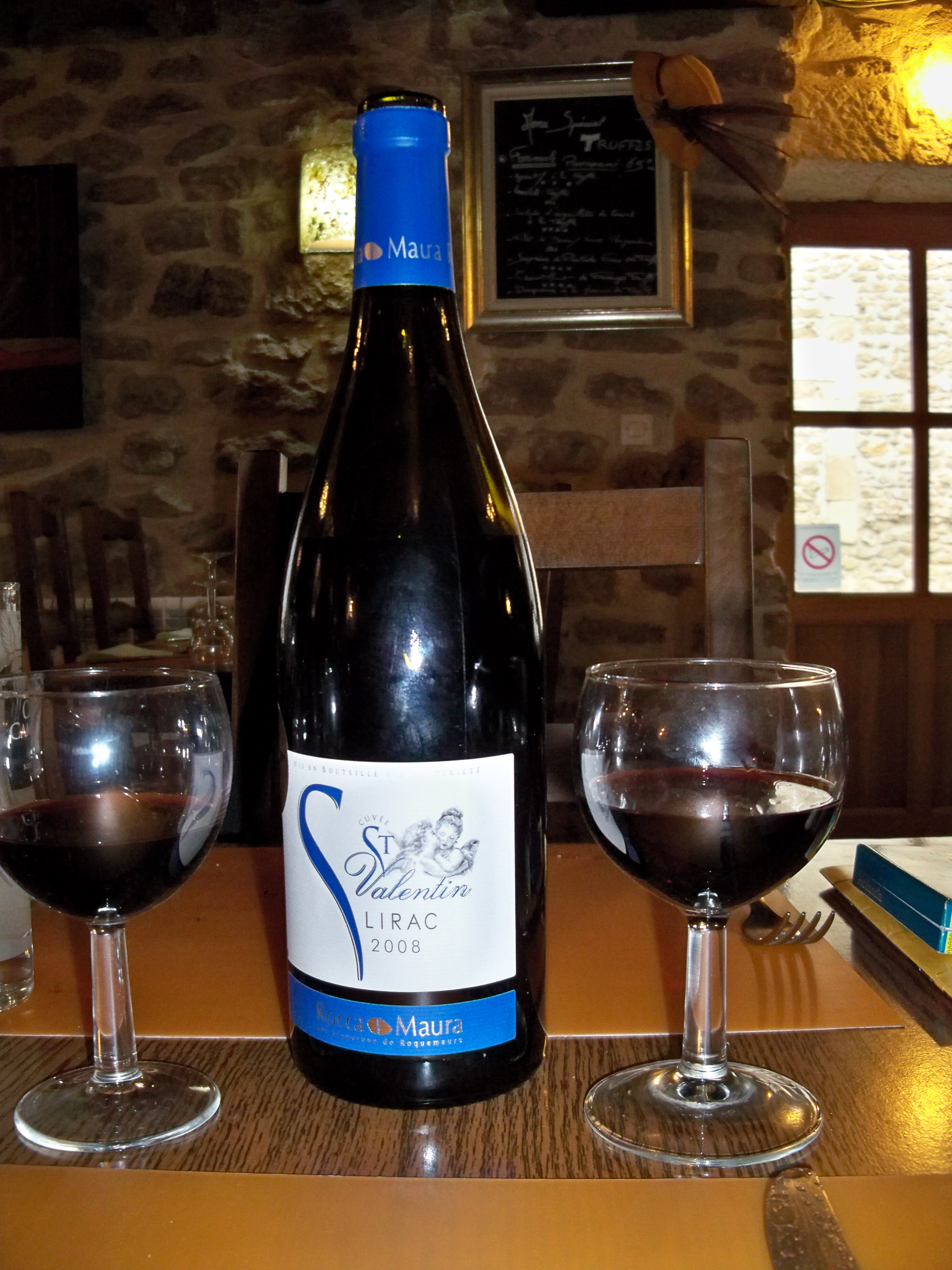
AOC Lirac Rocca Maura

Après la crise du phylloxéra, Henri de Régis, propriétaire du château de Ségriès, pour mettre en valeur ses terres, décida, en 1925, de replanter un vignoble. Dans la décennie suivante, il entreprit de suivre l'exemple du combat que menait sur la rive gauche du Rhône le baron Pierre Le Roy de Boiseaumarié. Avec quelques amis convaincus, il décida de faire classer le terroir de Lirac en appellation d’origine contrôlée (AOC). La demande en fut faite auprès d'un tribunal.
Le projet se concrétisa après la seconde guerre. Le 11 octobre 1945, l’appellation fit l’objet d’une reconnaissance judiciaire par le tribunal d’Uzès. Après deux années d’enquêtes complémentaires sur le terrain (terroir, types de vins, etc.) les experts de l’INAO achevèrent la délimitation de l’aire d’appellation sur les communes de Lirac, Roquemaure, Saint-Laurent-des-Arbres et Saint-Geniès-de-Comolas. Ce qui aboutit à la reconnaissance de l’AOC Lirac définie par le décret du 14 octobre 1947. La nouvelle appellation devenait le premier cru des côtes-du-rhône à produire des vins de trois couleurs : rouge, rosé, blanc.

### Agriculture
La commune est dans la vallée du Rhône, une petite région agricole occupant la frange est du département du Gard. En 2020, l'orientation technico-économique de l'agriculture  sur la commune est la viticulture. 
|               | 1988  | 2000 | 2010 | 2020 |
| ------------- | ----- | ---- | ---- | ---- |
| Exploitations | 126   | 76   | 48   | 42   |
| SAU (ha)      | 1 014 | 815  | 722  | 721  |

Le nombre d'exploitations agricoles en activité et ayant leur siège dans la commune est passé de 126 lors du recensement agricole de 1988  à 76 en 2000 puis à 48 en 2010 et enfin à 42 en 2020, soit une baisse de 67 % en 32 ans. Le même mouvement est observé à l'échelle du département qui a perdu pendant cette période 61 % de ses exploitations,. La surface agricole utilisée sur la commune a également diminué, passant de 1 014 ha en 1988 à 721 ha en 2020. Parallèlement la surface agricole utilisée moyenne par exploitation a augmenté, passant de 8 à 17 ha.

### Huile d'olive de Provence AOC
L'huile d'olive de Provence  est protégée par une appellation d'origine contrôlée (AOC) à la suite d'une enquête diligentée par l'INAO, dont les conclusions ont été déposées auprès de la commission le 26 octobre 2006, réunie à Arles. La signature du décret parut au Journal officiel le 14 mars 2007
Pour pouvoir postuler à l'AOC, l'huile d'olive de Provence doit être élaborée à base des variétés aglandau, bouteillan, cayon, salonenque ainsi que celles dénommées localement brun, cayet, petit ribier et belgentiéroise. Il faut au moins deux de ces variétés principales présentes au sein de l'oliveraie,.

## Culture locale et patrimoine

### Lieux et monuments

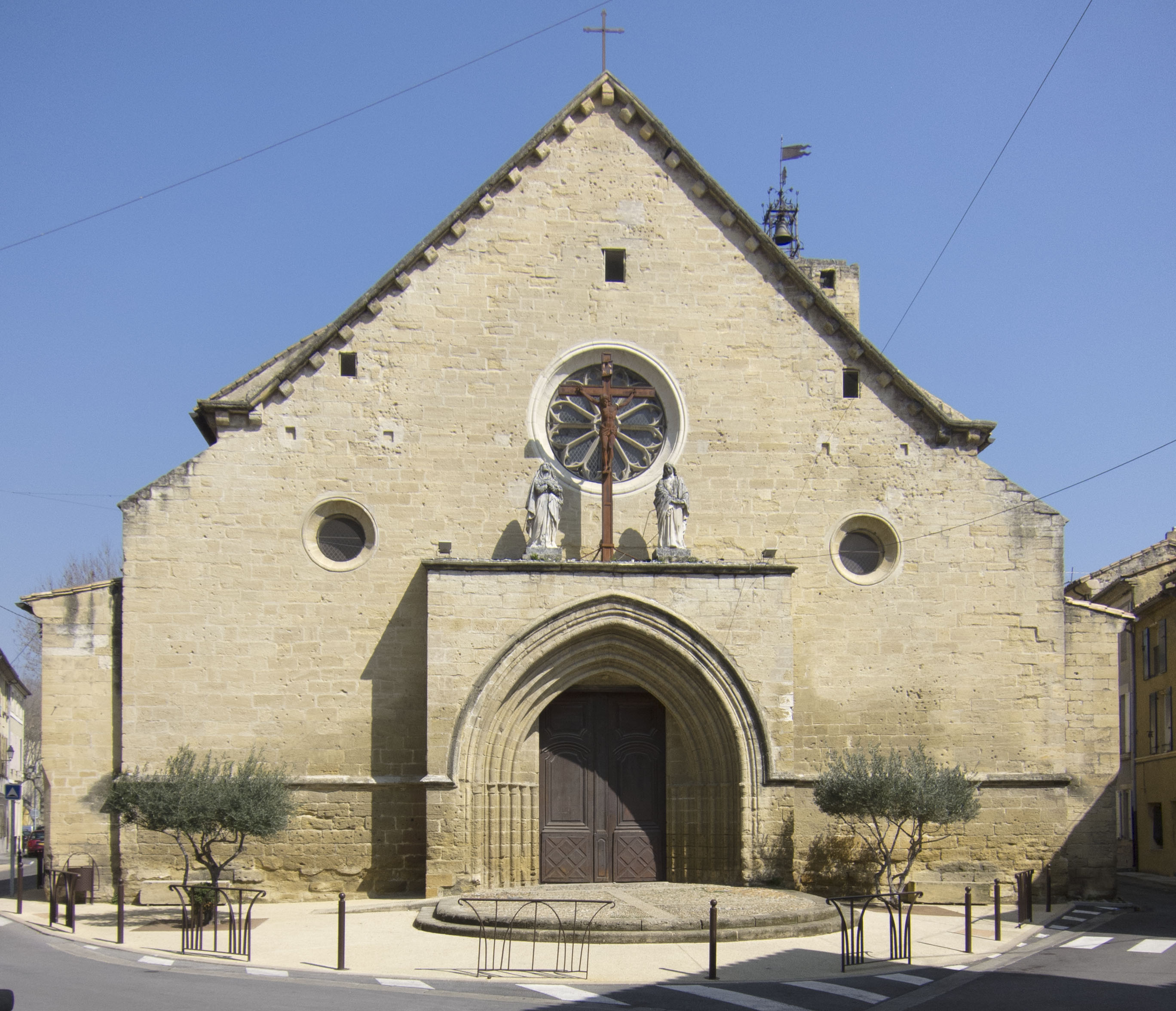
Collégiale Saint-Jean-Baptiste

- Collégiale Saint-Jean-Baptiste (XIIIe – XIVe siècles), de style gothique provençal, renfermant un buste du pape Clément V, des reliques de Saint-Valentin et des orgues dont la partie instrumentale remonte à 1690 et le buffet à 1820. L'édifice a été inscrit au titre des monuments historiques en 1997[46]. De nombreux objets sont référencés dans la base Palissy (voir les notices liées)[46].
- Hôtel de ville actuel et ancien hôtel de ville datant du XVIIIe siècle, une partie de ce dernier datant même du XVe siècle ;
- Maison du cardinal Bertrand, datant du XVe siècle ;
- Les arceaux de la place du Marché XIIIe siècle ;
- Hôtels particuliers du XVIIe – XVIIIe siècles ;

Le prieuré de Truel
chapelle romane, bâtie sur une petite bute au-dessus de l'intersection d'anciens chemins. Appelée S. Salvatori de Torcularibus, peut-être pour avoir succédé au moulin à huile d'une villa gallo-romaine, cette chapelle semble avoir été centre d'un prieuré d'abord uni à la mense monacale de Saint-André de Villeneuve, et qui plus tard, appartint aux templiers (sous le vocable de Saint-Pierre-ès-Liens). Cette chapelle fut autrefois fortifiée et abrite une claustra romane classée.
- Chapelle Saint-Joseph-des-Champs XVIIe – XVIIIe siècles ;
- Chapelle de Truel 12e, ancienne chapelle des templiers;
- Chapelle romane Saint-Agricol (XIIe siècle, XVIIe – XVIIIe siècles) ;
- Chapelle de Traslepuy.
- Chapelle de Manissy.
- Tour carrée, dite des Carthaginois, et tour ronde, dite de la Reine.

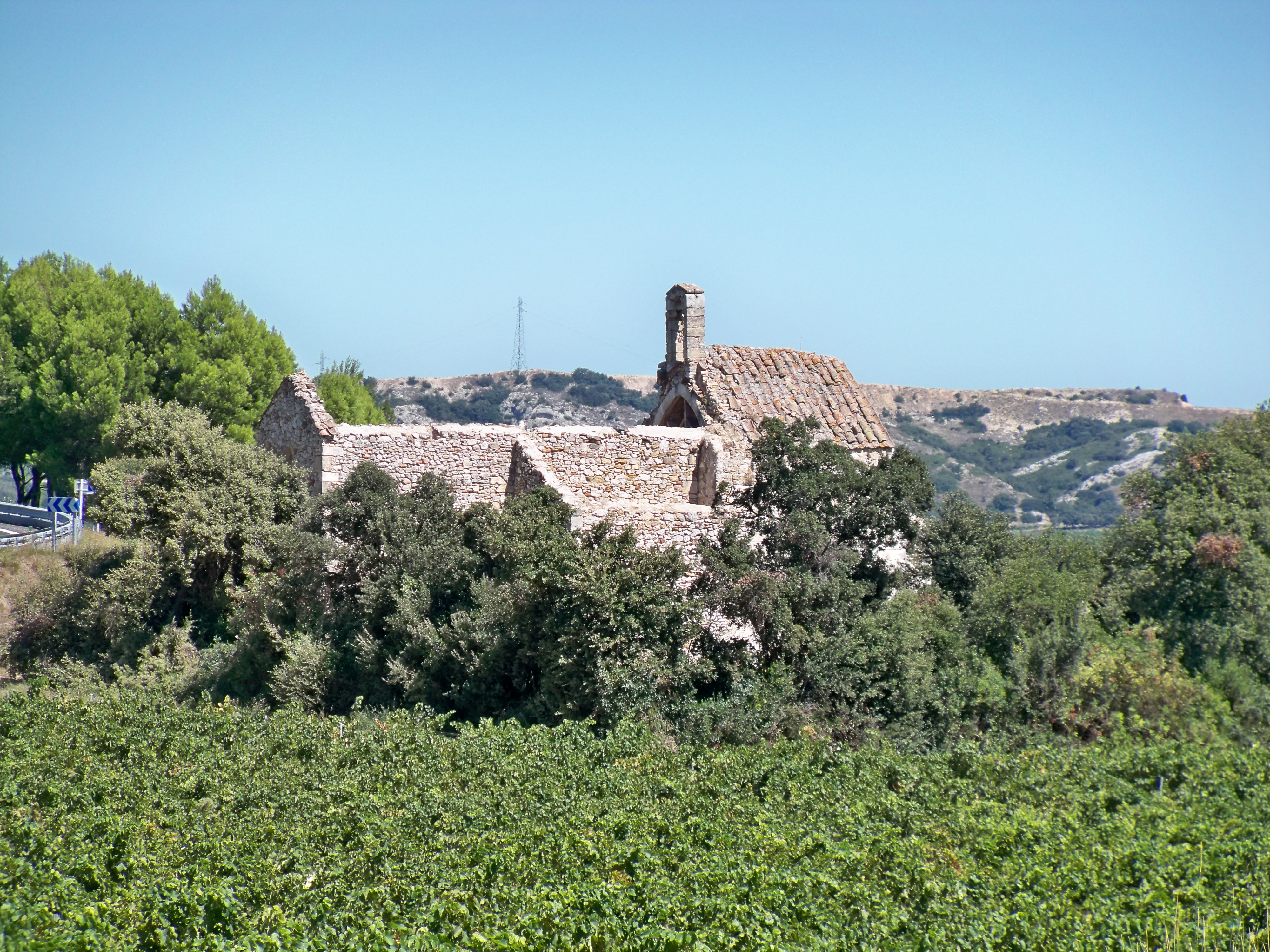
Le vignoble de l'AOC Lirac au pied de la chapelle Saint-Agricol de Clary
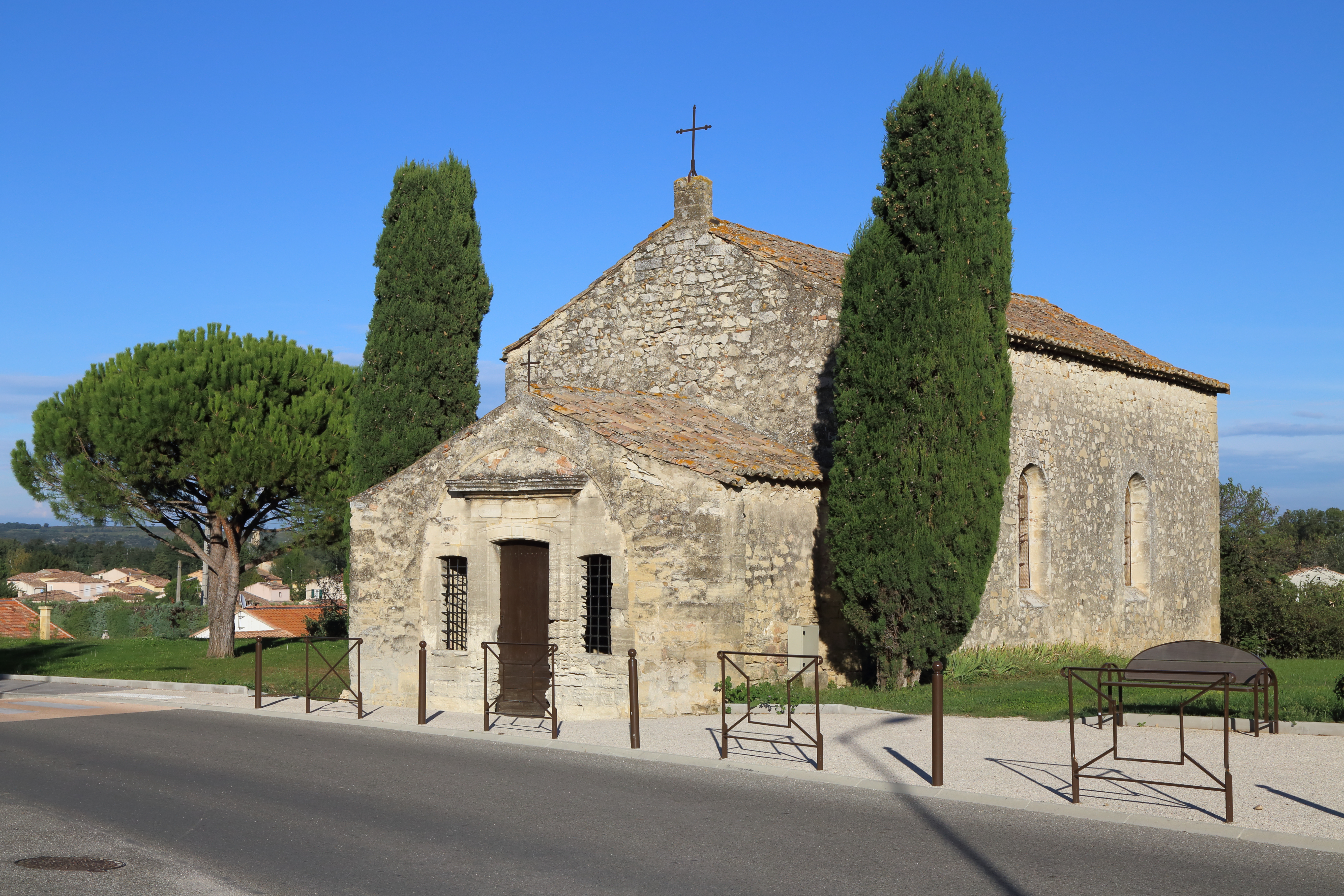
Chapelle Saint-Joseph de Roquemaure

Le château de Truel
Truel, hameau de Roquemaure, tire son nom des pressoirs (torculum), nombreux sur son territoire. Il abrite la chapelle Saint-Sauveur, prieuré de l’Abbaye Saint-André de Villeneuve-lès-Avignon depuis le début du XIIe siècle.
Une source issue des galeries drainantes, attestée depuis longtemps, a donné son nom au quartier appelé « la Font des Moynes » sur lequel est implanté le château.
Le château comporte trois niveaux dont le dernier est partiellement sous plafond rampant. Bâtiment en forme de pavé droit, la façade principale, au sud, comporte deux portes et de nombreuses fenêtres dont une fenêtre à meneaux vers l'est de la façade. Les encadrements sont faits d'une pierre calcaire relativement alvéolée, certainement du Gard, et le reste est enduit. À l'angle sud-est, on trouve les restes bas (encorbellement) d'une échauguette.
Dès l’origine, la maison se trouvait à la croisée de routes, parmi lesquelles le chemin de la poste reliant Roquemaure à Villeneuve à travers les collines, les bords du Rhône étant impraticables une grande partie de l’année. En 1844, le marquis de Montlaur, alors propriétaire du château, obtint de la commune le déplacement du tracé du chemin. Les quatre entrées actuelles de la propriété rappellent l’ancienne topographie.
Le château de Clary
À l’orée de la deuxième moitié du XVIIIe siècle, période à partir de laquelle Cassini cartographie la France, la forêt de Clary est une forêt entourée de vignes.
Une partie du plateau de Vallongue est encore occupée par la lande notamment en lisière de forêt. La forêt de Clary était une possession royale jusqu’en 1762. À cette date, Louis XV la cède au comte d’Eu, petit-fils de Mme de Montespan et de Louis XIV, ceci dans le cadre de l’échange de la principauté des Dombes. Le comte d’Eu la vendra ensuite à Marie Joseph Emmanuel de Guignard, vicomte de Saint-Priest en 1775. Cette dernière date marque la naissance du domaine qui réunit 340 ha. La vocation agricole du domaine s’affirma très rapidement car 16 ans plus tard, en 1791, sur les 340 ha de forêt initiaux, 120 ha environ sont déjà cultivés, dont 30 en vigne.
Le château de Roquemaure
La plus ancienne mention que nous ayons de ce château date de 1209. Or à cette époque, le comte de Toulouse, Raymond VI, était accusé par l’Église de Rome de complaisance à l’égard de l’hérésie cathare qui se développait sur ses terres. En signe de soumission, il céda 9 châteaux à l’église, dont ceux de Morans, Oppède, Fourques, Montferran, Beaume et Roquemaure (castrum de Roccamaura). Immédiatement et pour le temps de la croisade contre les Albigeois, Roquemaure est remis à l’évêque d’Avignon.
En 1229, à la suite du traité de Meaux-Paris, le roi de France, saint Louis, reçoit toutes les terres du comte de Toulouse situées le long du Rhône gardois. Roquemaure devient un site royal dans la toute nouvelle sénéchaussée de Beaucaire et Nîmes.
La forteresse de Roquemaure se dresse au-dessus des passages, port et péage, à hauteur d’un verrou du Rhône (entre Roquemaure et le château de l’Hers) et prend une importance considérable jusqu’à ce que les rois s’emparent de la Provence.
La garnison relativement importante et le passage des hôtes de qualité, rois et officiers royaux en témoignent. La forteresse est placée sous la responsabilité d’un châtelain dit aussi capitaine assisté d’hommes exerçant leurs fonctions au château soit au port au pied du rocher. Tous sont sous la responsabilité directe du roi et de son représentant local, le sénéchal de Beaucaire et Nîmes. Exerçant leur fonction de manière itinérante, les sénéchaux s’installent l’un après l’autre au château.

### Héraldique
| Blason de Roquemaure | Blason  | De gueules aux trois rocs d'échiquier d'or, au chef cousu d'azur chargé de trois fleurs de lys aussi d'or. |
| Blason de Roquemaure | Détails | Le statut officiel du blason reste à déterminer.                                                           |

### Culture

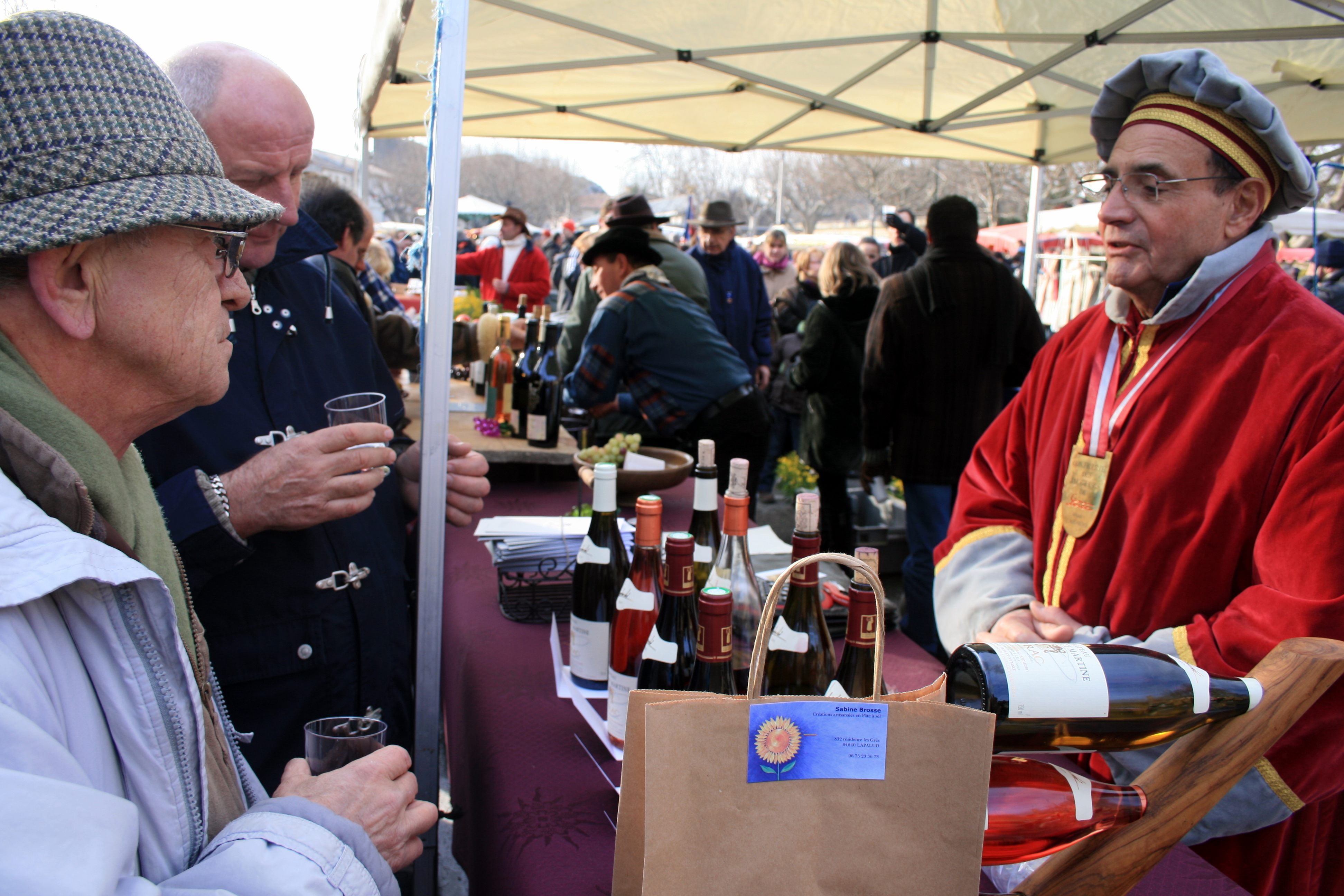
Dégustation d'AOC Lirac à la Saint-Valentin de Roquemaure

- Fête de Saint Valentin : depuis 1988, une année sur deux, le week-end le plus proche du 14 février, une grande reconstitution historique fait revivre ce temps fort de l'histoire de la cité.
- Fête Votive, La fête votive se déroule sur la semaine du 15 août, la plupart du temps sur le jour même et le week-end adjacent. La fête s'accompagne de nombreuses activités du club taurin ainsi que la venue de forains.